# Eriborus samuelsoni
Eriborus samuelsoni är en stekelart som beskrevs av Setsuya Momoi 1970. Eriborus samuelsoni ingår i släktet Eriborus och familjen brokparasitsteklar. Inga underarter finns listade i Catalogue of Life.